# Rajya Sabha
Rajya Sabha är den ena kammaren i det indiska tvåkammarparlamentet, Sansad.
Rajya Sabha är delstaternas kammare och har 250 ledamöter. Av dessa väljs 238 ledamöter för en mandatperiod om 6 år, där en tredjedel av kammaren förnyas vartannat år. Landets vicepresident (sedan 2017 Venkaiah Naidu) är kammarens talman.
Kammaren har samma befogenheter som Lok Sabha, med undantag för budgetfrågor, där Lok Sabha fäller det slutliga avgörandet om de båda kamrarna stannar vid olika beslut. I andra typer av frågor hålls samfälld session med gemensam omröstning om kamrarna är oeniga.
Rajya Sabha TV (RSTV) är en tv-kanal vars uppgift är att rapportera om överhusets verksamhet.

## Representanter
Ledamöterna väljs av delstaternas och unionsterritoriernas lagstiftande församlingar. De sista 12 ledamöterna väljs inte, utan är partilösa ledamöter som utses i särskild ordning av Indiens president.
Enligt Indiens grundlag måste en ledamot i Rajya Sabha vara en indisk medborgare och minst 30 år gammal.
Fördelning av valda ledamöter per delstat/territorium (förutom de av presidenten nominerade):
| Delstat                    | Antal platser | Antal ledamöter | Vakant |
| -------------------------- | ------------- | --------------- | ------ |
| Andhra Pradesh             | 11            | 11              |        |
| Arunachal Pradesh          | 1             | 1               |        |
| Assam                      | 7             | 7               |        |
| Bihar                      | 16            | 14              | 2      |
| Chhattisgarh               | 5             | 5               |        |
| Delhi (huvudstadsregionen) | 3             | 3               |        |
| Goa                        | 1             | 1               |        |
| Gujarat                    | 11            | 11              |        |
| Haryana                    | 5             | 5               |        |
| Himachal Pradesh           | 3             | 3               |        |
| Jammu och Kashmir          | 4             | 4               |        |
| Jharkhand                  | 6             | 6               |        |
| Karnataka                  | 12            | 11              | 1      |
| Kerala                     | 9             | 9               |        |
| Madhya Pradesh             | 11            | 11              |        |
| Maharashtra                | 19            | 19              |        |
| Manipur                    | 1             | 1               |        |
| Meghalaya                  | 1             | 1               |        |
| Mizoram                    | 1             | 1               |        |
| Nagaland                   | 1             | 1               |        |
| Odisha                     | 10            | 10              |        |
| Puducherry                 | 1             | 1               |        |
| Punjab                     | 7             | 7               |        |
| Rajasthan                  | 10            | 10              |        |
| Sikkim                     | 1             | 1               |        |
| Tamil Nadu                 | 18            | 18              |        |
| Telangana                  | 7             | 7               |        |
| Tripura                    | 1             | 1               |        |
| Uttar Pradesh              | 31            | 31              |        |
| Uttarakhand                | 3             | 3               |        |
| Västbengalen               | 16            | 16              |        |

De ledamöterna som är nominerade av presidenten, representerar inte någon delstat och kan vara partipolitiskt bundna. De nominerade ledamöternas mandatperiod är också sex år.
| Namn                 | Parti    | Titel    | Profession/specialitet |
| -------------------- | -------- | -------- | ---------------------- |
| Sambhaji Chhatrapati | BJP      | shri     | jordbrukare            |
| Swapan Dasgupta      | partilös | shri     | journalist             |
| Roopa Ganguly        | BJP      | shrimati | konstnär               |
| Ranjan Gogoi         | partilös | shri     |                        |
| Narendra Jadhav      | partilös | doktor   | ekonom                 |
| Mary Kom             | partilös | shrimati | idrottare              |
| Sonal Mansingh       | BJP      | doktor   | konstnär               |
| Raghunath Mohapatra  | BJP      | doktor   | konstnär               |
| Ram Shakal           | BJP      | shri     | jordbrukare            |
| Rakesh Sinha         | BJP      | shri     | lärare                 |
| Suresh Gopi          | BJP      | shri     | skådespelare           |
| Subramanian Swamy    | BJP      | doktor   | professor, forskare    |